# Nastocerus maculicornis
Nastocerus maculicornis là một loài bọ cánh cứng trong họ Cerambycidae.